# Groupe de NGC 1532
Le groupe de NGC 1532 comprend au moins huit galaxies situées dans la de l'Éridan. La distance moyenne entre ce groupe et la Voie lactée est d'environ 17,8 Mpc (∼58,1 millions d'al). 

## Membres
Le tableau ci-dessous liste les dix galaxies du groupe indiquées dans l'article de A.M. Garcia paru en 1993. Le site « Un Atlas de l'Univers » de Richard Powell mentionne également l'existence de ce groupe, mais il n'y figure que 4 galaxies, soit les trois galaxies du catalogue NGC et ESO 420-9.
Bien que situées dans la même région du ciel, la galaxie ESO 420-5 de la liste de Garcia ne fait certainement pas partie du groupe de NGC 1532, car sa distance est de 111,9 ± 7,8 Mpc (∼365 millions d'al), ce qui la situe bien au-delà des autres galaxies.   
| Nom        | Class.      | Type                        | α (J2000.0)   | δ (J2000.0)  | Vitesse radiale (km/s) | m            | Distance (Mpc) | Diamètre (kal) |
| ---------- | ----------- | --------------------------- | ------------- | ------------ | ---------------------- | ------------ | -------------- | -------------- |
| NGC 1531   | S0- pec:    | Lenticulaire                | 04h 11m 59.3s | -32° 51′ 03″ | 1190 ± 24              | 11,9         | 16,7 ± 1,2     | 19             |
| NGC 1532   | SB(s)b pec  | Spirale barrée              | 04h 12m 04.3s | -32° 52′ 27″ | 1040 ± 5               | 9,9          | 14,5 ± 1,0     | 373            |
| NGC 1537   | SAB0^- pec? | Lenticulaire                | 04h 13m 40.7s | -31° 38′ 44″ | 1429 ± 18              | 10,6         | 20,3 ± 1,4     | 134            |
| IC 2040    | S0^0? pec   | Lenticulaire                | 04h 12m 59.8s | -32° 33′ 12″ | 1326 ± 8               | 13,1         | 18,8 ± 1,3     | 24             |
| IC 2041    | SAB0^0?(s)  | Lenticulaire                | 04h 12m 34.9s | -32° 49′ 03″ | 1260 ± 29              | 14,0         | 17,8 ± 1,3     | 25             |
| ESO 359-29 | IB(s)m      | Irrégulière magellanique    | 04h 12m 50.6s | -33° 00′ 07″ | 878 ± 5                | 14,14 ± 0,09 | 12,2 ± 0,9     | 22             |
| ESO 359-31 | SB(s)dm     | Spirale barrée magellanique | 04h 13m 09.6s | -34° 25′ 35″ | 1495 ± 6               | 14,46        | 21,3 ± 1,5     | 32             |
| ESO 420-6  | IB(s)m      | Irrégulière magellanique    | 04h 10m 01.4s | -31° 15′ 30″ | 1388 ± 5               | 14,41 ± 0,09 | 19,6 ± 1,4     | 51             |
| ESO 420-9  | SB(s)c      | Spirale barrée              | 04h 11m 00.6s | -31° 24′ 27″ | 1367 ± 3               | 12,79 ± 0,09 | 19,3 ± 1,4     | 42             |
| ESO 420-5  | SB(s)c      | Spirale barrée              | 04h 11m 00.6s | -31° 24′ 27″ | 7651 ± 9               | 12,85 ± 0,09 | 111,9 ± 7,8    | 172            |

Le site DeepskyLog permet de trouver aisément les constellations des galaxies mentionnées dans ce tableau ou si elles ne s'y trouvent pas, l'outil du site constellation permet de le faire à l'aide des coordonnées de la galaxie. Sauf indication contraire, les données proviennent du site NASA/IPAC. 